# معركة الحرشاء
معركة الحرشاء هي معركة حدثت في العقد الأول من القرن الرابع عشر هجري بين قبيلة المحاقنه من عتيبة وقبيلة بني عبد الله من مطير في جبل الحرشاء بالحجاز.

## قصة المعركة
أغار بني عبد الله من مطير على المحاقنه من العضيان من الروقة من عتيبه في جبل الحرشاء مابين عام 1300هـ وعام 1309هـ وتصدى المحاقنه بأنتصارهم على بني عبد الله. من الفُرسان المحاقنه المعروفين المُشاركين في هذه المعركة: الشيخ نور بن صويلح المحقني، مصلح بن صالح المحقني ومحمد بن مبارك المحقني، وعطالله بن عوض المحقني، وحميد بن مبارك المحقني، وحامد المحقني، وعايش بن حامد المحقني.

## سبب المعركة
اعتداء قبيلة بني عبد الله على املاك واراضي قبيلة المحاقنه وتصدي المحاقنه لأعتدائهم.

## موقع المعركة
حدثت المعركة في جبل الحرشاء جنوب المحاني بين وادي مكتن ووادي خلابيص بالحجاز.

## احوال المناطق حول المعركة
كان شرقها نجد تحت حكم الدولة السعودية الثانية وكان الحجاز ولاية تحت حكم الدولة العثمانية والشمال تحت حكم إمارة آل رشيد.

## تاريخ المعركة

### بالهجري
حدثت في العقد الأول من القرن الرابع عشر هجري أي مابين عام 1300هـ وعام 1309هـ.

### بالميلادي
حدثت مابين العقد التاسع والعقد العاشر من القرن التاسع عشر ميلادي أي مابين 1882م و1892م.